# 초왕 부추
초왕 부추(楚王 負芻, ? ~ ? 재위: 기원전 227년 ~ 기원전 223년)는 전국 시대 초나라의 제42대 군주이자, 제26대 왕으로, 성은 미(羋), 씨는 웅(熊), 휘는 부추이다. 그의 대에 초나라가 진나라에게 멸망하여 시호는 없다. 고열왕의 아들이자 유왕과 애왕의 서형이다. 애왕을 죽이고 뒤를 이었으며, 초나라가 멸망한 뒤에는 창평군이 동쪽으로 달아나 왕이 되어 부추의 뒤를 이었다.
| 전임 아우 또는 조카 애왕 웅유 | 제42대 초나라의 군주 기원전 227년 ~ 기원전 223년 | 후임 형제(?) 창평군 |

| 전임 초 애왕 | 제26대 초나라의 왕 기원전 227년 ~ 기원전 223년 | 후임 (초 멸망) (사실상) 창평군 |